# Баллинкар
Баллинкар (англ. Ballincar; ирл. Ballincar) — деревня в Ирландии, находится в графстве Слайго (провинция Коннахт).

## Демография
Население — 526 человек (по переписи 2006 года). В 2002 году население составляло 510 человек.
Данные переписи 2006 года:
| Общие демографические показатели |               |                               |                               |      |      |
| Всё население                    | Всё население | Изменения населения 2002—2006 | Изменения населения 2002—2006 | 2006 | 2006 |
| 2002                             | 2006          | чел.                          | %                             | муж. | жен. |
| 510                              | 526           | 16                            | 3,1                           | 209  | 317  |